# Vechtsport
Een vechtsport is een praktische toepassing van vechtkunst, dat in het Engels met de term martial arts wordt aangeduid. In tegenstelling tot vechtkunst, ligt bij vechtsport de nadruk op het competitieve aspect, vaak in georganiseerd verband. Het onderscheid tussen beide is niet altijd zuiver te maken. Voor de meeste vechtsporten geldt dat ze ook vaak als vechtkunst worden beschreven en vice versa.
De meeste vechtsporten zijn niet enkel nuttig voor het verbeteren van lichamelijke conditie maar omvatten ook nuttige technieken die bij zelfverdediging gebruikt kunnen worden. Het een-op-een een vechtsport beoefenen wordt sparren genoemd, een uit het Engels overgenomen term.

## Groepen
Vechtsporten zijn ruwweg onder te verdelen in verschillende groepen:
- Slag: vechtsporten die de nadruk leggen op slag- en traptechnieken. Voorbeelden zijn talrijke vormen van boksen en kickboksen, zoals Engels, Frans en thaiboksen, of karate, tae kwon do en andere
- Worstelen: vechtsporten die de nadruk leggen op het vastgrijpen en neerleggen van de tegenstander door middel van werptechnieken en worpen, meestal met behulp van houdgrepen en/of wurgingen waarbij de luchtpijp of bloedtoevoer naar de hersenen wordt afgesneden. Voorbeelden zijn judo, sambo, sumo, Braziliaans jiujitsu en greco-romaans worstelen
- Wapens: vechtsporten waarbij men met wapens vecht, zoals kendo en schermen. Dit kan gaan van een simpele stok tot stalen replicas van echte zwaarden, schilden en speren
- Hybride vormen: verschillende vechtsporten zijn een mix van deze factoren zoals kungfu, jiujitsu, Pencak silat,  mixed martial arts en historisch schermen

Verder zijn er nog andere onderverdelingen te maken op basis van intensiteit:
- Non contact: hierbij wordt er geen contact met de tegenstander gemaakt. Voorbeelden zijn Tai Chi en vechtsporten die enkel Kata-vormen gebruiken.
- Medium contact: contact met de tegenstander is toegestaan, hetzij in beperkte mate of beperkte intensiteit.
- Full contact: contact met de tegenstander is toegestaan en kan hevig en intens zijn. Afhankelijk van de stijl kan meer of minder beschermingsuitrusting gebruikt worden.